# Fernando Canales Etxanobe
Fernando Canales Etxanobe (Bilbao, Vizcaya, 1962), conocido como Fernando Canales, es un cocinero español. Tras formarse en la Escuela de Hostelería de Leioa, comenzó su carrera profesional trabajando en restaurantes de Francia y del País Vasco. En 1998 abre y dirige su restaurante, Etxanobe, en el Palacio Euskalduna, que lleva su apellido materno. Aparte de su actividad en el restaurante, que cuenta con una estrella Michelin y 2 soles en la guía Repsol, entre otras calificaciones, colabora con diversos medios de comunicación y durante 7 años llevó a cabo el programa de cocina de Localia TV. El cual se emitió hasta hace poco en EEUU, en la cadena VME y también en Moscú en su canal gastronómico internacional. Es colaborador habitual en radio y televisión tanto local como de ámbito nacional. En el verano de 2009 desarrolló en directo desde Bilbao un programa de cocina el Televisión Española en la primera cadena. Su espíritu inconformista le hace afrontar retos innovadores, como dar una comida para mil comensales en Hong Kong, o asesorar la puesta en marcha de un bar de pinchos en Dubái (Emiratos Árabes Unidos), dar una comida-maridaje para una bodega de Laguardia en Moscú, en un céntrico palacio-restaurante para 120 personas, entre otras actividades. Asimismo dirige, El Caserío Restaurante Akebaso con un SOL Repsol, situado en las faldas del Amboto en el Valle de Achondo, Axpe. También es socio del restaurante Los Tamarises con un SOL Repsol, situado en la playa de Ereaga en Guecho, Vizcaya, así como del restaurante Los Fueros el local de hostelería más antiguo de Bilbao, actualmente un restaurante de tapas y escuela de cocina referente con un Bib Gourmand de Michelin y un SOL Repsol . En la actualidad tras abandonar el espacio del Palacio Euskalduna, traslada el Etxanobe a la C/Juan de Ajuriaguerra 8 en el centro de Bilbao abriendo dos locales uno muy gastronómico de alta cocina llamado el Atelier Etxanobe y otro más moderno y actual que se llama La Despensa del Etxanobe. Dos ambientes dos formas de entender la emoción de la gastronomía.  Además, dispone en la calle Henao de un moderno local especializado en Take Away de bocadillos de autor llamado Bokat. También dirige y asesora el restaurante del estadio de futbol del Athletic Club de Bilbao, San Mames Jatetxea con un Sol Repsol y una recomendación de la Guia Michelin. Se encuentra entre los quince chefs más destacados de España, según la lista Wip.
Es primo, por línea materna, del actor español Juan Echanove.

## Actividades
Entre las actuaciones más destacadas de Fernando Canales, cabe mencionar una comida para mil comensales en Hong Kong, la puesta en marcha de un bar de pinchos en Dubái (Emiratos Árabes Unidos), o una comida-maridaje para 200 personas en Moscú (Rusia), por encargo de una bodega riojana.
Además del Etxanobe de Bilbao, también regenta el restaurante Akebaso, en las faldas del monte Amboto (Vizcaya).
Colabora desde 1999 con Radio Euskadi en el programa “El Boulervar” y ha conducido durante seis años el programa La Cocina del canal de TV Localia.
Asimismo, Fernando Canales colabora como jurado en concursos y eventos gastronómicos, imparte cursos de cocina, es cofrade de honor de diversas cofradías gastronómicas, patrono de la casa de la gastronomía del País Vasco y miembro honorífico de la Academia de Ciencias Médicas de Bilbao.
En 2009 es fichado por Televisión Española para presentar un programa de cocina diario en La 1 (A la 1 en La 1) durante el verano de ese mismo año.
Es autor de seis libros de cocina y un curso en DVD. Dos obras recientes son:
- José Luis Barrena, Fernando Canales (2006). Bilbao y la cocina del Palacio Euskalduna. Zendrera Zariquiey. ISBN 8484182339.
- Fernando Canales (2008). De cuando la alta cocina mató la cocina sabrosa. Servicio Central de Publicaciones del Gobierno Vasco. ISBN 8445727354.

## Premios
Entre los numerosos premios con los que ha sido galardonado se encuentran el Gorro de oro (2000); La gula de oro, Madrid (2003); premio Euskadi de gastronomía (2005); premio al mejor restaurante de España (2006); premio al cocinero en primer festival de cine gastronomía Cinegourland (2006).